# Cucurbitaria pakistanica
Cucurbitaria pakistanica är en svampart som beskrevs av Petr. 1954. Cucurbitaria pakistanica ingår i släktet Cucurbitaria och familjen Cucurbitariaceae.   Inga underarter finns listade i Catalogue of Life.